# Tatja Seibt
Tatjana «Tatja» Seibt (Breslavia, 3 de marzo de 1944) es una actriz alemana.

## Biografía
De 1970 a 1974, Tatja estudió en la Universidad de Música y Teatro de Hannover. Recibió su primer compromiso laboral en el período 1974-1975 en Pforzheim, después de lo cual formó parte del conjunto en Bielefeld de 1975 a 1979 y en 1979/80 en Ulm. Desde 1980 fue independiente. De 1986 a 1993 trabajó principalmente en el Schillertheater de Berlín. 
Tatja Seibt ha actuado en numerosos teatros, en particular en Viena en el Schauspielhaus, Akademietheater, Theatre in der Josefstadt, Theatre Basel, Schauspielhaus Zürich, Theatre am Turm Frankfurt, Nationaltheater Mannheim y en el Festival de Salzburgo, Residenztheater Munich y en Berlín en el Schaubühne. am Lehniner Platz y en el Maxim-Gorki-Theatre.
Se hizo conocida como actriz de cine en el papel de Cosima Wagner en Wahnfried de Peter Patzak. También hizo varias apariciones en series de crímenes y a menudo participó en obras de teatro de radio, libros de audio y lecturas de poesía. Una de sus más recientes apariciones fue como miembro del reparto principal de la serie de Netflix, Dark en el papel de Jana Nielsen.

## Filmografía

### Cine y televisión
- 1982: Das Nest unter den Trümmern der Jahre (película para televisión)
- 1986: Der Lockspitzel (ZDF)
- 1987: Wahnfried
- 1994: Suchen (película para televisión)
- 1994: Der Mann mit der Maske (película para televisión)
- 1995: Kinder der Nacht (película para televisión)
- 1995: Wolffs Revier (serie de TV, episodio Chemie der Liebe)
- 2000: Blush
- 2001: Stahlnetz (serie de TV, episodio Ausgelöscht)
- 2003: Polizeiruf 110: Pech und Schwefel (serie de TV)
- 2003: Tatort: Rosenholz
- 2004: Die fremde Frau (película para televisión)
- 2004: Tatort: Der Name der Orchidee
- 2004: Die schöne Gegenwart (película para televisión)
- 2005: Das Trio (película para televisión)
- 2005: Neue Freunde, neues Glück (película para televisión)
- 2006: Montag kommen die Fenster
- 2006: Vom Ende der Eiszeit
- 2006: Außen Stadt Nacht
- 2007: Prager Botschaft
- 2007: Tatort: Satisfaktion
- 2008: chattenwelt
- 2009: This Is Love
- 2011: Gegen Morgen
- 2012: Formentera
- 2013: Sein letztes Rennen
- 2014: Tatort: Der sanfte Tod
- 2015: Homesick
- 2015: SOKO Wismar (serie de TV, episodio Goldener Herbst)
- 2016: Der geilste Tag
- seit 2016: Die Chefin (serie de TV, episodio Mädchenträume)
- 2016: Großstadtrevier – Harrys Angst
- 2017–2019: Dark (serie de TV, 8 episodios)
- 2017: In aller Freundschaft – Die jungen Ärzte (serie de TV, episodio Hab keine Angst)
- 2018: Gladbeck (película para TV)
- 2018: Der Kriminalist (serie de TV, episodio Kleiner Bruder)
- 2019: Der Irland-Krimi: Die Toten von Glenmore Abbey
- 2020: Um Himmels Willen (serie de TV, episodio Utas Erbe)
- 2021: Friesland: Haifischbecken

### Funciones y radio
- 1990: Paul Hengge: Ein Pflichtmandat – Dir.: Robert Matejka (Radio– RIAS Berlin)
- 2008: Ruth Fruchtman: Mein Exil Zuhause (Lob der Heimatlosigkeit) – Dir.: Nikolai von Koslowski (Feature – WDR/RBB)
- 2013: Etel Adnan: Arabische Apokalypse – Realización: 48nord/Ulrike Brinkmann/Klaudia Ruschkowski (Radio – DKultur/HR)
- 2013: Sara M. Schüller: Aus der Ferne: Drei Schwestern – Dir.: Anouschka Trocker (Hörspiel – DKultur)
- 2014: Esther Dischereit: Blumen für Otello – Dir.: Giuseppe Maio (DKultur)

## Premios
- 1981: Actriz del Año por su interpretación de Regine en Die Schwärmer de Robert Musil.
- 1986: Medalla Kainz por su interpretación de Ilse en Die Riesen vom Berge de Luigi Pirandello.
- 2000: Gran Premio Hersfeld por su interpretación de Elizabeth en Maria Stuart.
- 2009: Nominación al Nestroy-Theaterpreis como Mejor Actriz por el papel de Edith en Besuch bei dem Vater en el Theater in der Josefstadt.